# Station Congleton
Congleton is een spoorwegstation van National Rail in Congleton in Engeland. Het station is eigendom van Network Rail en wordt beheerd door Northern Rail. 